# Contea di Beaverhead
La contea di Beaverhead (in inglese Beaverhead County) è una contea del Montana, negli Stati Uniti. Il suo capoluogo amministrativo è Dillon.

## Storia
La contea di Beaverhead venne fondata il 2 febbraio del 1865 e fu una delle prime contee che costituirono il Montana. Il suo nome è dovuto alla roccia che Sacajawea, una donna indiana che accompagnò gli esploratori Lewis e Clark, presentò a questi ultimi spiegando che la sua gente la chiamava così per la rassomiglianza alla testa di un castoro (Beaver's Head).
All'inizio era una delle contee più piccole mentre oggi si ritrova ad essere una delle maggiori in termini di area. I suoi confini rimasero inviariati fino al 1911 quando venne annessa una parte della Contea di Madison.

## Geografia fisica
La contea ha un'area di 14.432 km² di cui lo 0,53% è coperto d'acqua. Confina con le seguenti contee:
- Contea di Ravalli - nord-ovest
- Contea di Deer Lodge - nord
- Contea di Silver Bow - nord
- Contea di Madison - est
- Contea di Fremont (Idaho) - sud-est
- Contea di Clark (Idaho) - sud
- Contea di Lemhi (Idaho) - ovest

### Evoluzione demografica

Situazione demografica

## Città principali
- Dillon
- Lima
- Wisdom

## Strade principali
- Interstate 15
- Montana Highway 41
- Montana Highway 43

## Politica
| Anno | Repubblicani | Democratici | Altri  |
| ---- | ------------ | ----------- | ------ |
| 2004 | 72,3%        | 26%         | 1,7%   |
| 2000 | 74,2%        | 19%         | 6,8%   |
| 1996 | 60,1%        | 29%         | 11%%   |
| 1992 | 42%          | 26,4%       | 31,6%% |
| 1988 | 66,7%        | 31,9%       | 1,4%   |

## Musei
- Beaverhead County Museum, su goldwest.visitmt.com. URL consultato il 25 aprile 2007 (archiviato dall'url originale il 15 aprile 2007).